# Миграциология
Миграциология — наука, изучающая миграционное движение населения, обусловленное социально-экономическими отношениями.
Предмет миграциологии — эмиграция и иммиграция населения, изучение которых проводится используя методы и данные смежных социальных наук и дисциплин — демографии, социологии, права, миграционной статистики, психологии, статистики населения, экономики, географии населения. По традиции проблемами изучения миграции занимались в основном в рамках социологии, однако, со временем исследования в этой области привлекли новые методологические подходы и исследовательские методы, традиционно присущие другим наукам (демография, этнология и т. д.).
В развитии миграциологии можно проследить этапы, отражающие становление самой дисциплины, развитие общего уровень научного знания в общественных науках, институциональное формирование, изменение ведущих парадигм.
Основными задачами миграциологии являются: классификация различных видов миграции, анализ особенностей современных миграционных потоков, связанных с ними экономических, правовых, социальных проблем, выявление основных факторов и причин миграции, разработка и совершенствование методов учета и регулирования миграций на глобальном, национальном и региональном уровне. Из-за особой значимости острых политических, экономических и социальных вопросов, с которыми имеет дело миграциология, эти исследования часто идеологизированы, а организация научных институтов в большой мере подвержена конъюнктуре.